# GLPI
GLPi (acronimo di "Gestionnaire Libre de Parc Informatique", Gestionale Libero di Parco Informatico) è un software libero per la gestione delle infrastrutture IT con funzionalità di monitoraggio delle licenze e di gestione servizio help desk.
Il progetto nacque nel 2003 dall'Association INDEPNET (un'organizzazione non a scopo di lucro francese). Oggi è sviluppato dall'azienda Teclib' e dalla comunità ed è distriubuito sia in versione "community" che "network" ossia con supporto diretto dell'editore e della sua rete di partner. 
Il programma è distribuito sotto licenza GNU GPL e le sue funzionalità possono essere estese attraverso l'uso di appositi plugin.